# Postkarten-Verlag Berlin
Der Postkarten-Verlag Berlin war ein Verlag in Ost-Berlin von 1955 bis 1976.

## Geschichte
Seit etwa 1955 bestand der VEB Postkarten-Verlag in Berlin C2 (Mitte). Er war einer der größten Postkartenverlage in der DDR.
Er gab vor allem Ansichtskarten, aber auch Glückwunschkarten, Oster- und Weihnachtskarten, Kinderkarten (Mecki-Bilder), Stammbuchbilder, Adventskalender und weiteres heraus. 
1971 wurde der Verlag A. P. Walther, Radebeul-Friedensburg eingegliedert. Am 1. Juli 1976 wurde der VEB Postkarten-Verlag mit dem Planet-Verlag zum Planet-Verlag Berlin als größtem Postkartenverlag der DDR zusammengelegt.
Im Bundesarchiv gibt es einige Unterlagen zum Postkarten-Verlag.